# Morti nel 1099
| Questa pagina contiene informazioni ricavate automaticamente dalle voci biografiche con l'ausilio del template Bio e di un bot. L'aggiornamento è periodico e automatico e ricostruisce completamente la pagina. Se manca una persona in questa lista, sei pregato di non aggiungerla, ma accertati piuttosto che la sua voce biografica contenga il template Bio e che i dati anagrafici siano correttamente compilati. Se il template Bio manca, inseriscilo tu stesso o, in alternativa, metti l'avviso {{tmp\|Bio}} che ne segnala la mancanza. Se i dati riportati sono sbagliati, correggi direttamente la voce biografica; le modifiche saranno visibili in questa lista entro pochi giorni. Per chiarimenti vedi il progetto biografie. La lista contiene solo le 12 persone che sono citate nell'enciclopedia e per le quali è stato implementato correttamente il template Bio. Pagina aggiornata al 3 feb 2025. |

- 8 aprile - Walter di San Martino di Pontoise, abate e santo francese (n. 1030)
- 20 aprile - Pietro Bartolomeo, monaco cristiano e mistico francese
- 10 luglio - El Cid, condottiero e cavaliere medievale spagnolo
- 29 luglio - Papa Urbano II, papa, vescovo cattolico e cardinale francese
- 2 ottobre - Teodoro Gabras, generale bizantino
- 21 novembre - Ermanno III di Hochstaden, arcivescovo cattolico tedesco
- 3 dicembre - Osmundo di Salisbury, vescovo cattolico inglese
- Donald III di Scozia, re
- Guiberto I, vescovo italiano
- Gyula, nobile ungherese
- Gregorio Paparoni, cardinale e abate italiano
- Rhygyfarch, poeta, scrittore e vescovo cattolico inglese (n. 1057)